# Johann Jakob Stadler
Johann Jakob Stadler, auch Jean Stadler (* 19. April 1819 in Zürich; † 31. Oktober 1855 ebenda) war ein Schweizer Landschaftsmaler.

## Leben

### Familie
Johann Jakob Stadler war der Sohn des Staatsbauinspektor des Kantons und Zimmermeisters Hans Caspar Stadler (* 14. März 1786; † 1876) und dessen Ehefrau Susanna (geb. Morf) (* 31. Oktober 1789). Von seinen Geschwistern sind namentlich bekannt:  
- Ferdinand Stadler, Architekt;
- August Conrad Stadler (1816–1901), Architekt und Baumeister in Zürich.[2]

Sein Onkel war der Architekt Hans Conrad Stadler.

### Ausbildung
Weil Johann Jakob Stadler, dem Wunsch seines Vaters folgend, Kaufmann werden sollte, begann er nach Beendigung der Schule eine Ausbildung in einem Handelshaus. Bereits kurz nach Lehrbeginn wurde ihm klar, dass er lieber Maler werden wollte, und teilte dies 1836 seinen Eltern mit; diese bewilligten ihm seinen Wunsch und er begann eine Ausbildung zum Landschaftsmaler bei Jakob-Wilhelm Huber (1787–1871), zu dem er später einen freundschaftlichen Kontakt unterhielt.
Im Juli 1840 beendete er die Ausbildung bei Huber und reiste nach Genf und wurde dort von François Diday als Schüler angenommen. Nach drei Jahren beschloss er, nach Rom zu gehen, um dort seine Studien zu vollenden; sein Lehrer empfahl ihm, beim Studium der Schweizer Natur zu bleiben, weil er in Italien eine neue Art der Malerei erlernen und dadurch ganz von vorne studieren müsse. Anfänglich folgte er dem Rat, aber 1845 beschloss er, eine eigene Existenz zu gründen, und reiste hierzu nach Paris.

### Werdegang
In Paris begann er in den Galerien des Louvre die alten Meister Salomon van Ruysdael und Jan Wijnants zu kopieren. Im Laufe der Zeit richtete er sich, mithilfe seines Vaters, eine eigene Wohnung mit Atelier ein. Seine Bilder wurden von ihn besuchenden Fremden sowie bei Kunstausstellungen, an die er seine Bilder sandte, gekauft. Im Sommer 1847 durchwanderte er die Berge im Wallis, um neue Motive aufzunehmen. Nach seiner Rückkehr nach Paris besuchte er den Wald in Fontainebleau und fertigte wieder Kopien im Louvre.
Im Winter nutzte er die Zeit zur Ausarbeitung von Gemälden nach den Studien, die er im Sommer gesammelt hatte, die er dann an Kunstausstellungen in Paris und nach Deutschland übersandte.
Ende 1847 entschloss er sich, nach Zürich zurückzukehren und traf dort im Juli 1848 ein. In den folgenden Jahren hielt er sich sowohl in Zürich als auch in den Schweizer Bergen auf; es entstand in dieser Zeit erneut der Wunsch nach Rom zu gehen, wobei seine Freunde und sein älterer Bruder ihm davon abrieten, weil er dann wieder von vorne beginnen müsse.
Unter seinen Freunden gab es unter anderem den Maler Rudolf Weymann (1810–1878), mit dem er noch regelmässig schriftlich verkehrte und in Zürich pflegte er Umgang mit den Künstlern Rudolf Roller und Leo Bürkli. 1849 trat er in Zürich der Künstlergesellschaft bei.

### Krankheit und Suizid
1850 reiste er nach Rom, dort verfiel er in depressive Gemütszustände, indem sich Zweifel an der eigenen Begabung einstellten, und er seinen Entschluss nach Italien zu reisen, bedauerte. In seinen Landsleuten Salomon Corrodi und Johann Rudolf Bühlmann (1812–1890), von denen er freundlich aufgenommen worden war, sah er nur Konkurrenten, die ihm seine Existenz dort unmöglich machen wollten, und alle Bemühungen seiner Freunde, ihm diesen Wahn zu nehmen, scheiterten. Dies führte dazu, dass er während des Weihnachtsfestes im Kreis seiner Freunde diesen plötzlich vorwarf, dies alles sei nur gespielt und die ganze Feier sei nur Lug und Trug und Verstellung und alle Anwesenden seien seine Feinde.
Auch ein Besuch seines ältesten Bruders im Mai konnte ihn nicht umstimmen, sondern führte nur dazu, dass er seinem Bruder gegenüber, der Umgang mit den Landsleuten pflegte, ebenfalls misstraute und an diesem zweifelte. Noch vor der Rückreise seines Bruders in die Schweiz kehrte er selbst Ende Mai zu seiner Familie nach Zürich zurück, wo ihn der erstaunte Bruder dann antraf. In der Folgezeit äusserte er, es ekle ihn an, den Pinsel in die Hand zu nehmen, Kreide und Bleistift seien ihm aber weniger zuwider. Weil er an sich selbst zweifelte, vollendete er seine angefangenen Bilder nicht mehr. Selbst den Auftrag eines Kunstfreundes, der ein Bild bestellen wollte, führte er nicht aus, weil dieser, seiner Meinung nach, von anderen nur überredet worden sei, das Bild zu bestellen. 
Er erschien nicht mehr in der Künstlergesellschaft und vermied auch den Umgang mit seinen Freunden. Im Laufe der Zeit begann er, seine Bilder, auch die sich bei anderen befanden, zu beschädigen, indem er sie durch Figuren und Fratzen entstellte. Vier Jahre nahm sich Johann Jakob Stadler das Leben, indem er sich vom obersten Stockwerk seines Elternhauses stürzte.